# Centromeriana simplex
Centromeriana simplex är en insektsart som beskrevs av Melichar 1912. Centromeriana simplex ingår i släktet Centromeriana och familjen Dictyopharidae. Inga underarter finns listade i Catalogue of Life.